# 쇼텐 (1864년)
쇼텐(일본어: 尚典, 1864년 9월 2일 ~ 1920년 9월 20일)는 류큐국의 국왕이었던 쇼타이 왕의 장남이다. 류큐국의 마지막 세자였으며, 류큐국 합병 이후 부친의 뒤를 이어 후작위를 습작하여 일본 귀족원 의원을 역임하였다.

## 가족 관계
- 부친: 쇼타이 왕(尚泰王)

- 부인: 쇼코(祥子)
  - 장남: 쇼(昌)
  - 차남: 게이(景)
  - 삼남: 단(旦)
  - 사남: 조(暢)
  - 장녀: 노부코(延子)

| 전임 쇼타이 | 제2대 쇼 후작가 당주 1901년 ~ 1920년 | 후임 쇼쇼 |